# Cathédrale de Tous-les-Saints de Toula
Cette  cathédrale n’est pas la seule cathédrale de Tous-les-Saints.
 (mai 2021).
Si vous disposez d'ouvrages ou d'articles de référence ou si vous connaissez des sites web de qualité traitant du thème abordé ici, merci de compléter l'article en donnant les références utiles à sa vérifiabilité et en les liant à la section « Notes et références ».
La cathédrale de Tous-les-Saints est la cathédrale orthodoxe de l'éparchie (cathédrale diocésaine) de Toula en Russie. Elle est située rue Léon-Tolstoï. Construite sur une hauteur, elle se voit de toute la ville.

## Historique

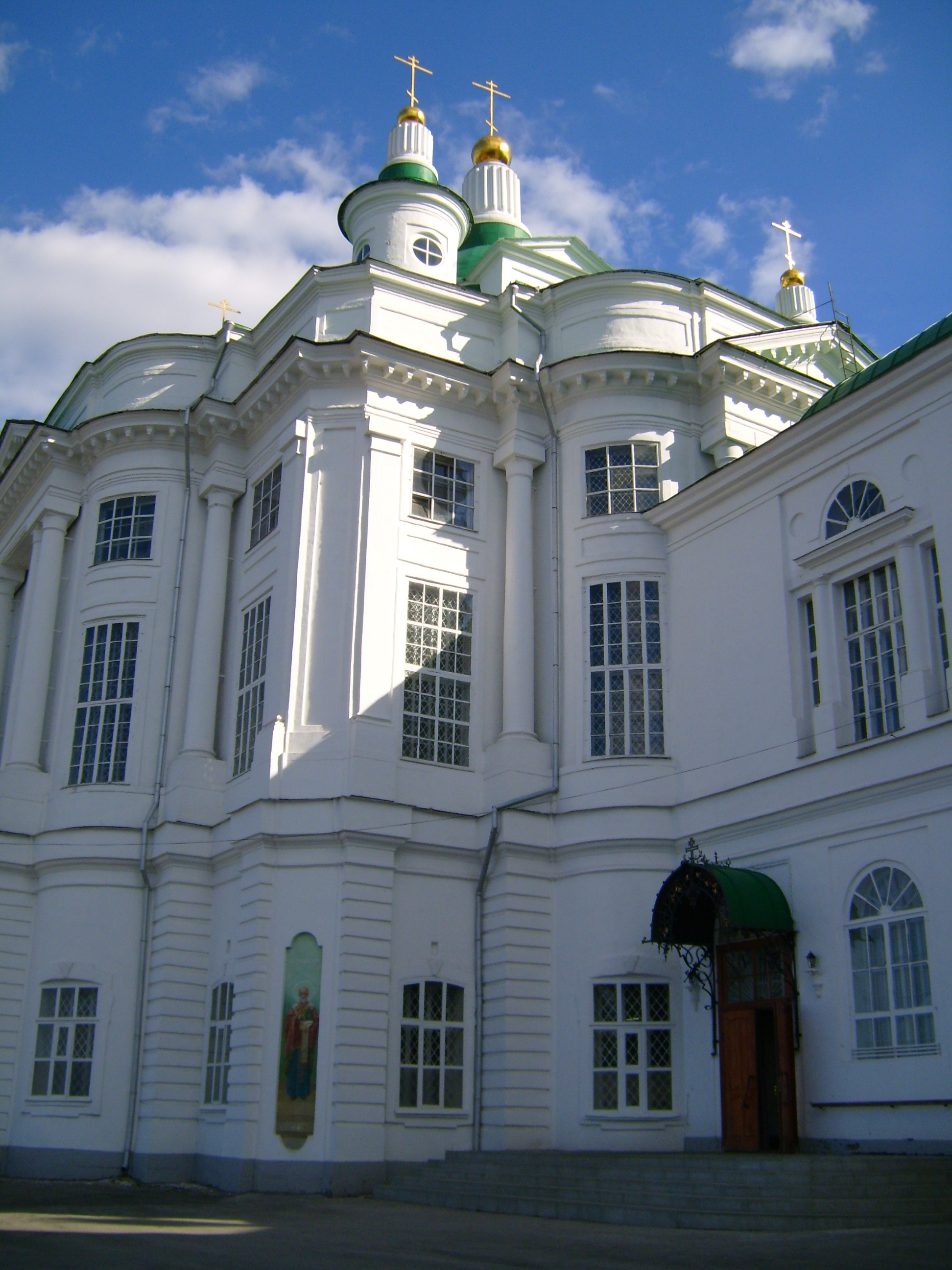
Entrée latérale.

C'est en 1825 qu'est achevée la construction de la nouvelle église néoclassique, remplaçant l'ancienne église de bois desservant le cimetière de Tous-les-Saints de Toula au sud de la ville. Elle est construite sur deux niveaux et son clocher a trois étages. Elle appartient par son architecture au néoclassicisme russe de la fin du XVIIIe siècle. L'étage inférieur de la cathédrale a trois autels, celui central dédié à l'Ascension du Christ, celui de la chapelle nord à la résurrection de Lazare et celui au sud à tous les saints.
On installe en 1864 aux angles du premier étage du clocher quatre angelots à trompette. L'intérieur de l'église est restauré dans les années 1955-1960 et décoré de fresques bibliques des artistes moscovites Pavel Gladkov et Viktor Goloubeïev. L'édifice n'a jamais été fermé par les autorités soviétiques, contrairement à la plupart des autres églises, mais il a appartenu à l'Église vivante de 1923 à 1943.

## Galerie

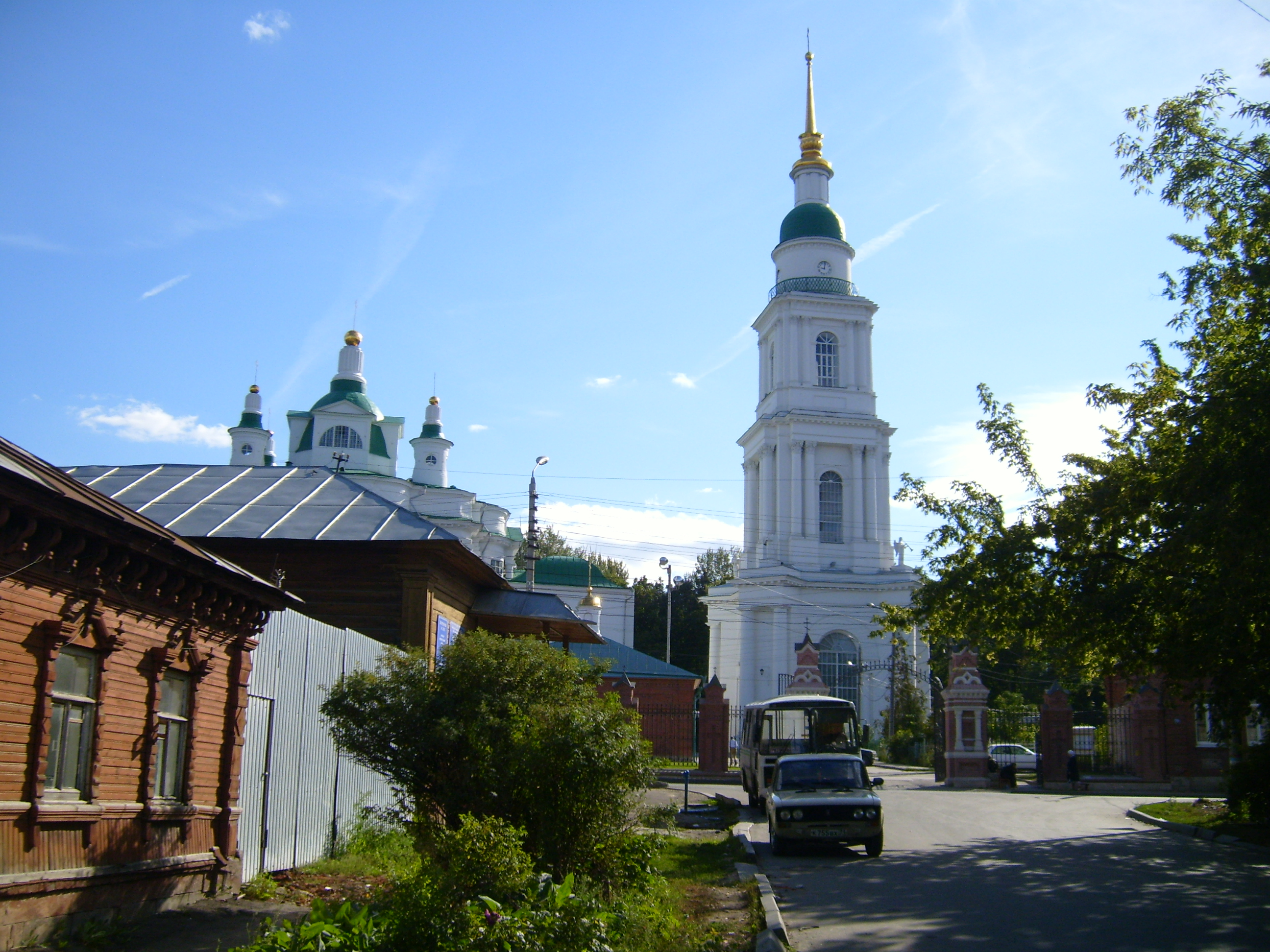
Portail d'entrée de la cathédrale devant le clocher
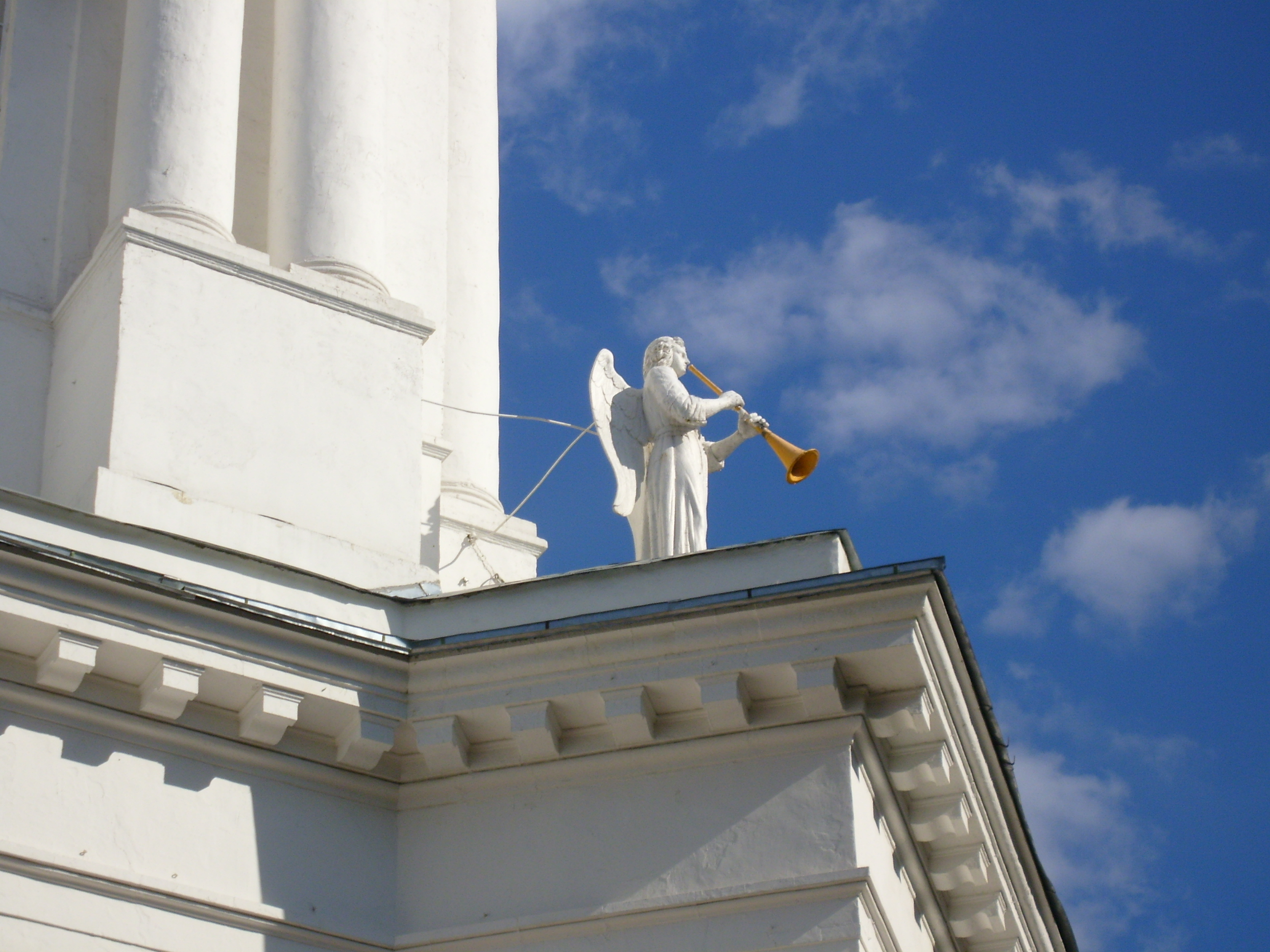
Un des quatre anges d'angle avec une trompette
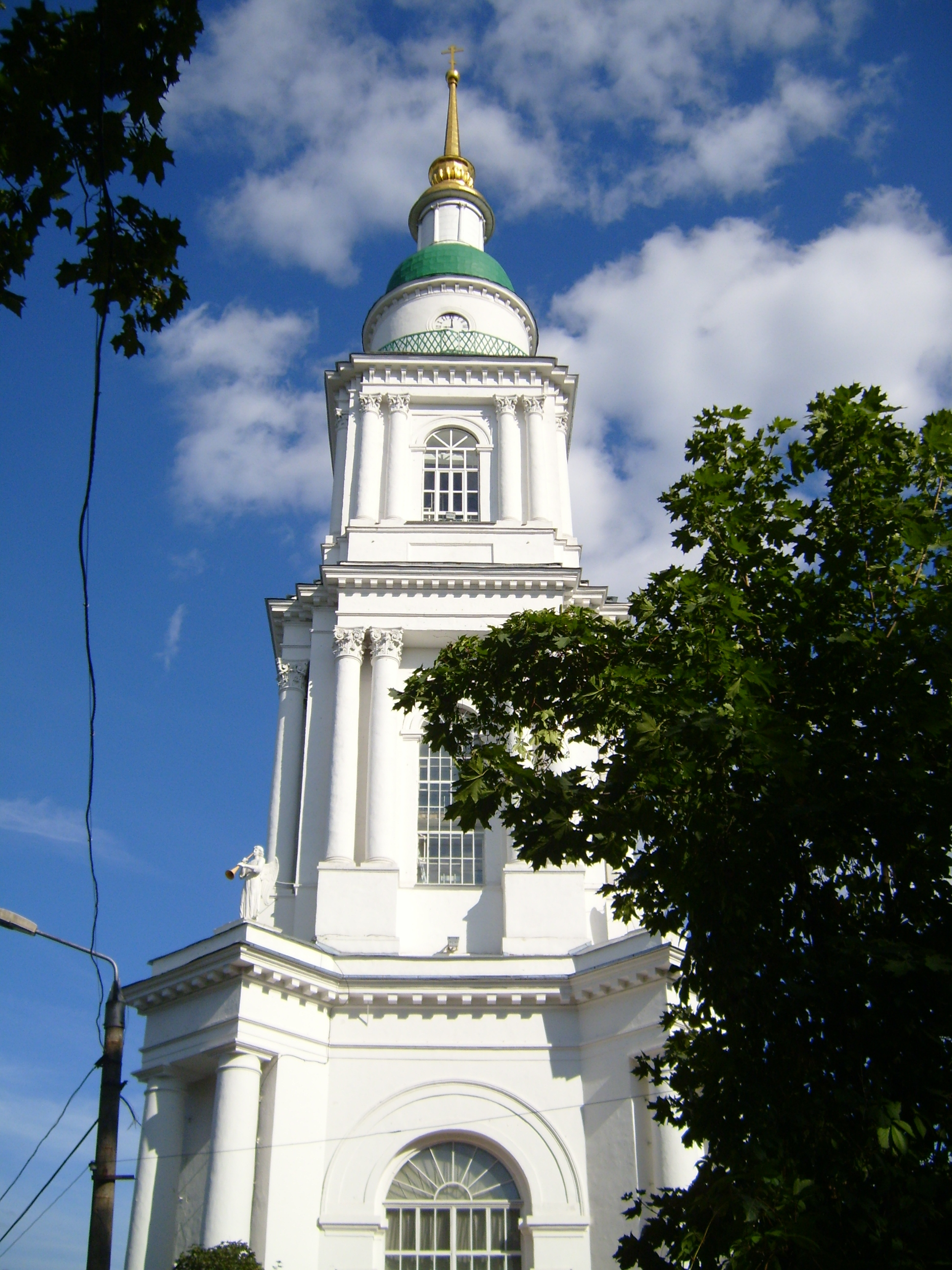
Vue du clocher
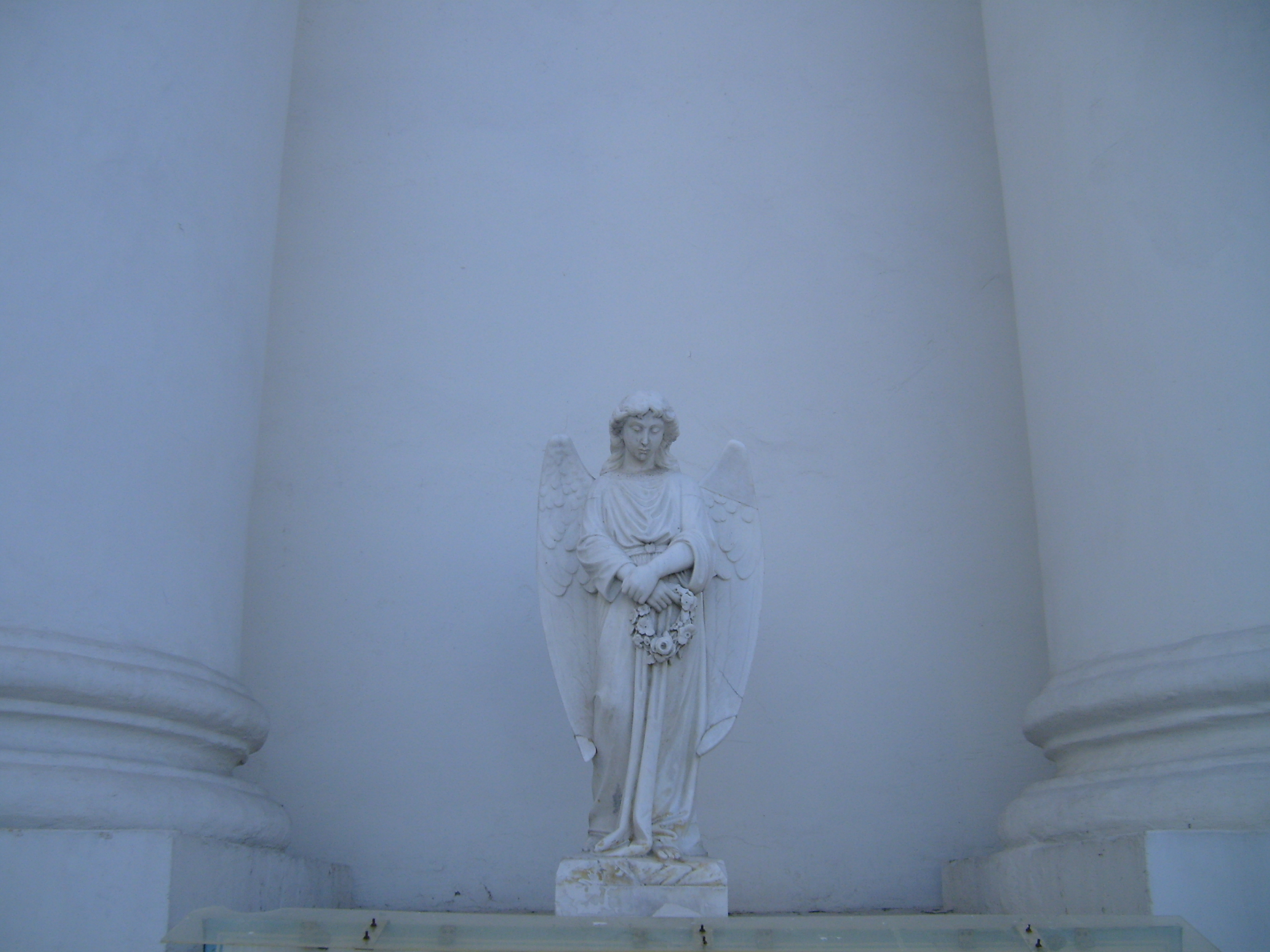
Ange avec une couronne de fleurs

## Source
- (ru) Cet article est partiellement ou en totalité issu de l’article de Wikipédia en russe intitulé « Всехсвятский кафедральный собор » (voir la liste des auteurs).